# Mão da Esperança (foto)
Samuel Alexander Armas (nascido em 2 de dezembro de 1999) é a criança mostrada em uma famosa foto de Michael Clancy, apelidada de Mão de Esperança, de sua mão estendendo-se de uma abertura no útero de sua mãe e tocando o dedo do cirurgião durante cirurgia fetal aberta para espinha bífida.

## História por trás da fotografia
A foto foi tirada durante um procedimento médico para corrigir a lesão de espinha bífida de um feto de 21 semanas. A operação foi feita por uma equipe cirúrgica da Universidade Vanderbilt, em Nashville. A equipe, Dr. Joseph Bruner e Dr. Noel Tulipan, estava desenvolvendo uma técnica para corrigir certos problemas fetais no meio da gravidez. O procedimento envolvia abrir temporariamente o útero, drenar o líquido amniótico, extrair parcialmente e realizar uma cirurgia no feto minúsculo e, em seguida, restaurar o feto ao útero de volta para dentro da mãe.